# Brian Fargo
Pour les articles homonymes, voir Fargo.
Brian Fargo (15 décembre 1962) est un concepteur de jeux vidéo américain. 
Il est le fondateur des compagnies Interplay Entertainment et InXile Entertainment. Sa première création, The Demon's Forge (1981), était un jeu de rôle textuel développé sur Apple II, dans lequel le joueur, banni dans les forges du démon par le roi pour avoir tué les gardes du palais, devait s'enfuir en survivant aux obstacles placés sur sa route.
Il a co-fondé Fig.

## Biographie
(avril 2024).
Le contenu est difficilement compréhensible vu les erreurs de traduction, qui sont peut-être dues à l'utilisation d'un logiciel de traduction automatique.

### Jeunesse
Descendant de la famille à l'origine des géants bancaires Wells Fargo et American Express, Fargo est né à Long Beach en Californie, et a grandi à Whittier et à Newport Beach. Fils unique de Frank Byron Fargo et de Marie Curtis Fargo, il a fréquenté la Corona del Mar High School (en) où il a pratiqué l'athlétisme et a développé l'envie de créer des jeux vidéo après que ses parents lui ont offert un ordinateur Apple II en 1977.
Brian Fargo a écrit son premier jeu vidéo, Labyrinth of Martagon, avec son ami Michael Cranford (en) alors qu'il était encore au lycée. Le premier jeu de l'équipe plus largement distribué est The Demon's Forge, un jeu d'aventure graphique que Brian a auto-publié en 1981 et a promu grâce à une stratégie de guérilla marketing (le jeu a ensuite été réédité par Boone Corporation). En 1982, Softline Magazine a publié une lettre de Fargo demandant comment On-Line Systems stockait les graphismes de leur jeu d'aventure The Wizard and the Princess. Pendant cette période, il a également réalisé des jeux éducatifs pour la World Book Encyclopedia[réf. nécessaire].

### Interplay
En 1983, Fargo a fondé Interplay Productions avant de décrocher son premier contrat la même année avec Activision pour Mindshadow, un jeu d'aventure graphique textuel pour l'Apple II et le Commodore 64. Après la sortie de Mindshadow, Fargo a embauché un ancien camarade de lycée et a commencé à travailler sur le jeu vidéo de rôle Bard's Tale sorti sur Apple II et Commodore 64 pour un nouvel éditeur, Electronic Arts. Fargo a ensuite participé à la conception des premiers jeux de rôle d'Interplay, dont le très acclamé Wasteland, où un personnage nommé Faran Brygo est un jeu de mots sur son nom.
Cependant, Interplay emploie à l'époque de petites équipes de développement de une à trois personnes pour produire des jeux pour d'autres sociétés, ce qui ne leur permet pas de rentabiliser leurs activités. En 1988, Fargo décide de passer d'un studio de développement à un développeur/éditeur, ajoutant des coûts supplémentaires de production et de marketing, avec à la fois le risque et la récompense possible de publier des jeux à succès. Le premier titre produit par Interplay dans cette ère fut le jeu développé en interne Battle Chess, suivi par Castles de Quicksilver Software. La société expérimentait également à l'époque de nouvelles idées et produits comme Neuromancer, une version jeu vidéo du roman de William Gibson.
En 1992, Interplay a contracté avec un vieil ami de Fargo, Chris Avellone, pour écrire un jeu de rôle sur table dans le cadre du jeu de rôle Advanced Dungeons & Dragons. Le jeu, intitulé Planescape: Torment, a été publié en 1999, après que Fargo a vendu Interplay. Fargo a travaillé sur la publicité de Planescape: Torment, travaillant sur les slogans tels que "What can change the nature of a man?", Une question qui a été débattue par les fans depuis la sortie du jeu.

### inXile Entertainment
Après avoir quitté Interplay en 2002, Fargo a cofondé inXile Entertainment avec Matthew Findley en 2003, basé à Newport Beach, en Californie. La première publication du studio a été The Bard's Tale (jeu vidéo, 2004) pour la PlayStation 2 et la Xbox. En 2012, inXile a lancé une campagne Kickstarter pour financer Wasteland 2, une suite de Wasteland. La campagne a permis de collecter plus de 2,9 millions de dollars. Fargo et inXile ont lancé une deuxième campagne Kickstarter en 2014 pour financer Torment: Tides of Numenera, qui a permis de collecter plus de 4 millions de dollars. Ils ont également utilisé Kickstarter pour financer Wasteland 3.

### Robot Cache
En 2017, Fargo a annoncé qu'il avait cofondé Robot Cache, un magasin de jeux vidéo qui permet aux joueurs de revendre les jeux achetés numériquement, permettant aux éditeurs et aux développeurs de récupérer une partie de ces ventes.

## Jeux notables
- The Bard's Tale: Tales of the Unknown (1985)
- Wasteland (1988)
- Fallout (1997)
- Wasteland 3 (2020)